# Parohinka dulita
Parohinka dulita är en insektsart som beskrevs av Webb 1981. Parohinka dulita ingår i släktet Parohinka och familjen dvärgstritar. Inga underarter finns listade i Catalogue of Life.